# Палм Спрингс
Вижте пояснителната страница за други значения на Палм Спрингс.
Палм Спрингс (на английски: Palm Springs) е град в окръг Ривърсайд в щата Калифорния, Съединените американски щати.
Намира се на 171 км (107 мили) източно от Лос Анджелис. Има население от 44 552 жители (2010) и обща площ от 246,3 км² (95,1 мили²).

## Известни личности
Починали в Палм Спрингс
- Франц Александер (1891 – 1964), психолог
- Джанет Гейнър (1906 – 1984), актриса
- Чарлз Ричард Крейн (1858 – 1939), бизнесмен и дипломат
- Либерачи (1919 – 1987), музикант
- Уилям Пауъл (1892 – 1984), актьор
- Руджеро Ричи (1918 – 2012), цигулар
- Харолд Робинс (1916 – 1997), писател
- Аким Тамиров (1899 – 1972), актьор
- Хюъл Хаузър (1945 – 2013), актьор
- Хауърд Хоукс (1896 – 1977), режисьор
- Джон Шлезинджър (1926 – 2003), английски режисьор

Други личности, свързани с Палм Спрингс
- Сони Боно (1935 – 1998), музикант и политик, кмет на града през 1988 – 1992